# OSNI
OSNI és l'acrònim d'Objecte Submergit No Identificat. Amb este terme es designen en ovniologia els objectes estranys observats sota la superfície marina o entrant i eixint d'ella.